# William Belsham
 (juillet 2011).
Si vous disposez d'ouvrages ou d'articles de référence ou si vous connaissez des sites web de qualité traitant du thème abordé ici, merci de compléter l'article en donnant les références utiles à sa vérifiabilité et en les liant à la section « Notes et références ».
William Belsham (1752-1827) est un écrivain, homme politique et historien britannique.

## Biographie
Partisan du parti Whig et de ses principes, il invente en 1789 le terme de libertaire dans une discussion sur la volonté libre, en opposition à « nécessitariste » (ou déterministe).
Il justifie la Révolution américaine en excusant les Américains dans leur résistance aux exigences de l'Angleterre, et est un défenseur de la liberté politique progressiste.

## Œuvres
On lui doit : 
- Essays, Philosophical, Historical, and Literary (1789-1791)
- Examination of an Appeal from the Old to the New Whigs (1792)
- Remarks on the Nature and Necessity of Political Reform (1793).

Il écrit également sur le Test Act, la Révolution française, le traité d'Amiens, et les lois sur les indigents (Poor laws).
En 1793, il publie, en deux volumes, Mémoires des rois de la Grande-Bretagne de la Maison de Brunswick-Lunebourg, et cela est suivi en 1795 par Mémoires du règne de George III à la session du Parlement. En 1798, il publie, en deux volumes, Une histoire de la Grande-Bretagne de la Révolution à l'adhésion de la maison de Hanovre et en 1806 tous les volumes sont réédités avec deux volumes supplémentaires, les douze volumes figurant sous le titre, Histoire de la Grande-Bretagne jusqu'à la conclusion de la paix d'Amiens en 1802.